# Winninowie Conservation Park
Winninowie Conservation Park är en park i Australien. Den ligger i delstaten South Australia, omkring 250 kilometer norr om delstatshuvudstaden Adelaide.
Runt Winninowie Conservation Park är det glesbefolkat, med 11 invånare per kvadratkilometer.. Närmaste större samhälle är Wilmington, omkring 20 kilometer nordost om Winninowie Conservation Park. 
Omgivningarna runt Winninowie Conservation Park är i huvudsak ett öppet busklandskap. Genomsnittlig årsnederbörd är 407 millimeter. Den regnigaste månaden är juni, med i genomsnitt 61 mm nederbörd, och den torraste är oktober, med 14 mm nederbörd.